# Maglehems kyrka
Maglehems kyrka är en romansk stenkyrka från tidigt 1200-tal, belägen i Maglehem. Den tillhör Degeberga-Everöds församling i Lunds stift.

## Kyrkobyggnaden
Kyrkan är en av de äldsta tegelkyrkorna, från 1200-talet. En äldre kyrkklocka tillverkad 1430 av Mäster Herman bevaras i vapenhuset. Av de två nuvarande klockorna är storklockan gjuten av Bergholtz i Stockholm år 1920 och lillklockan är gjuten av Wilhelm Rieb i Malmö år 1634. Tornet av gråsten är något yngre än kyrkan för övrigt. Vapenhus, sakristia och tillbyggnaden i norr är utförda på 1700- och 1800-talet.

### Kalkmålningar
Några tidiga målningar från medeltiden finns bevarade på triumfbågen och i koret, bland annat av de tre vise männen. Dessa anses vara utförda under 1200-talet, troligen i samband med eller strax efter kyrkans uppförande.
Rester av målningar från andra halvan av 1400-talet finns på bågar och långhusväggar. Dessa är utförda av Vittskövlegruppen med Nils Håkansson som kyrkomålare. Dessa målningar har delvis förstörts av senare ombyggnader.

## Inventarier
Dopfunten från 1200-talet är rikt ornamenterad med djur- och människofigurer. Krucifixet i triumfbågen är från 1400-talet. Altaruppsats, predikstol och läktarskrank med renässanssniderier härstammar från 1600-talet.

### Orgel
- 1928 byggde A. Mårtenssons Orgelfabrik AB, Lund en orgel med 15 stämmor.
- 1957 byggde Wilhelm Hemmersam, Köpenhamn en mekanisk orgel.

| Huvudverk I   | Svällverk II      | Pedal      | Koppel |
| Gedackt 8´    | Spetsgamba 8´     | Subbas 16´ | I/P    |
| Principal 4'  | Rörflöjt 4'       | Nathorn 4' | II/P   |
| Blockflöjt 2' | Principal 2'      |            | II/I   |
| Scharf 2 kor  | Nasat 1 1/3'      |            |        |
|               | Sifflöjt 1'       |            |        |
|               | Crescendosvällare |            |        |

- Den nuvarande orgeln byggdes 1990 av A. Mårtenssons Orgelfabrik AB, Lund och har 12 stämmor. Fasaden är från en äldre orgel.

## Galleri

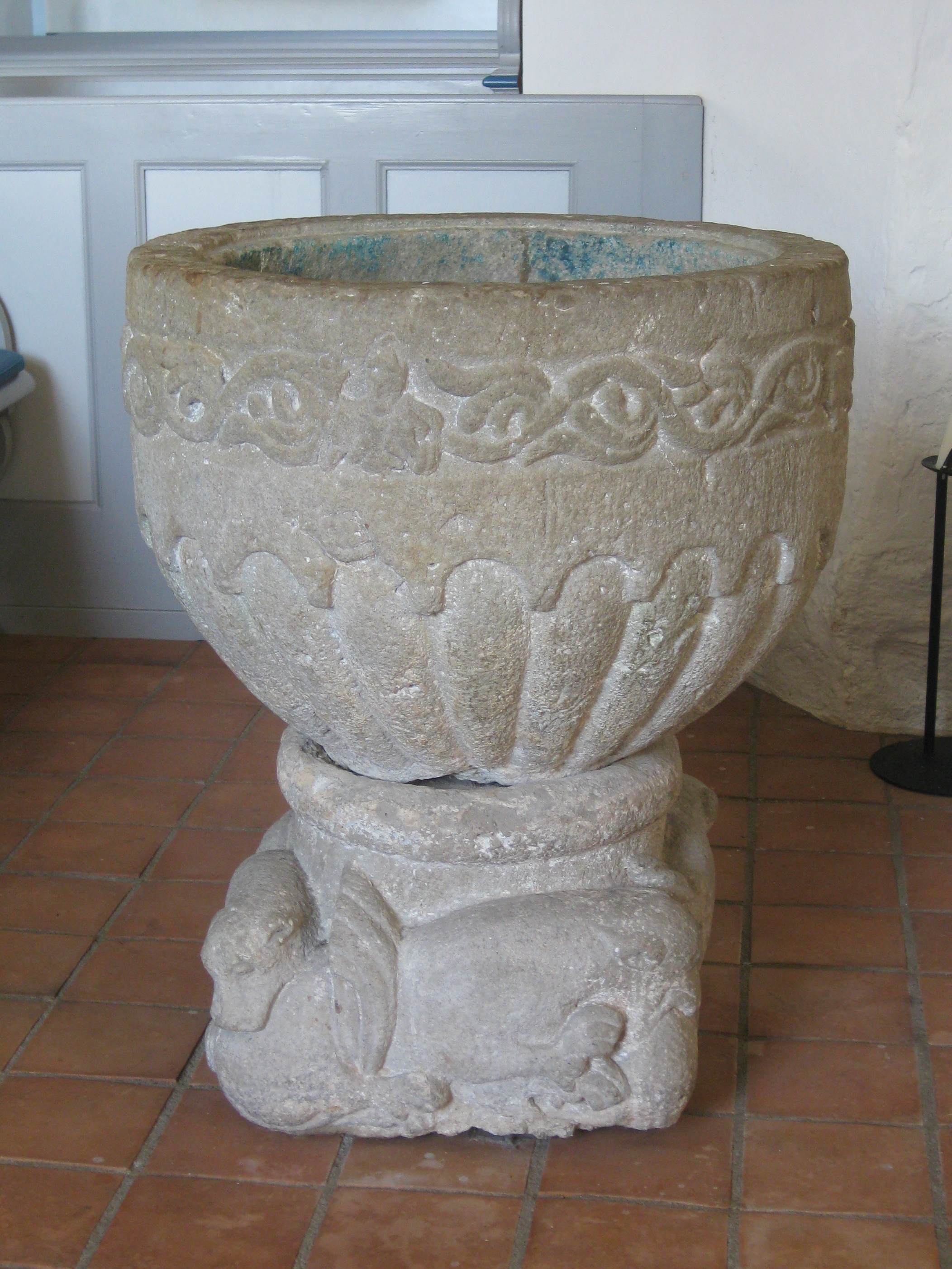
Dopfunt
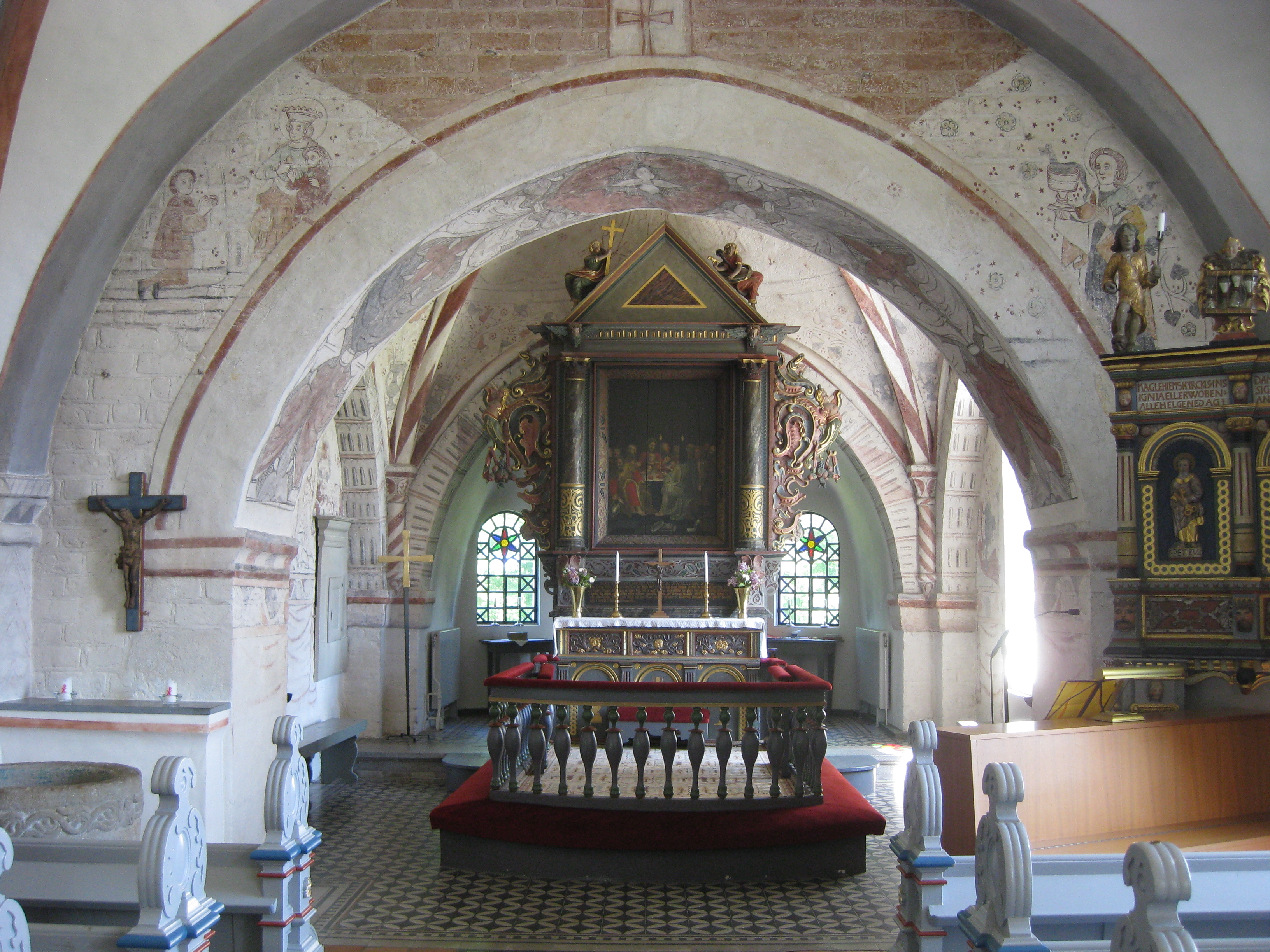
Koret
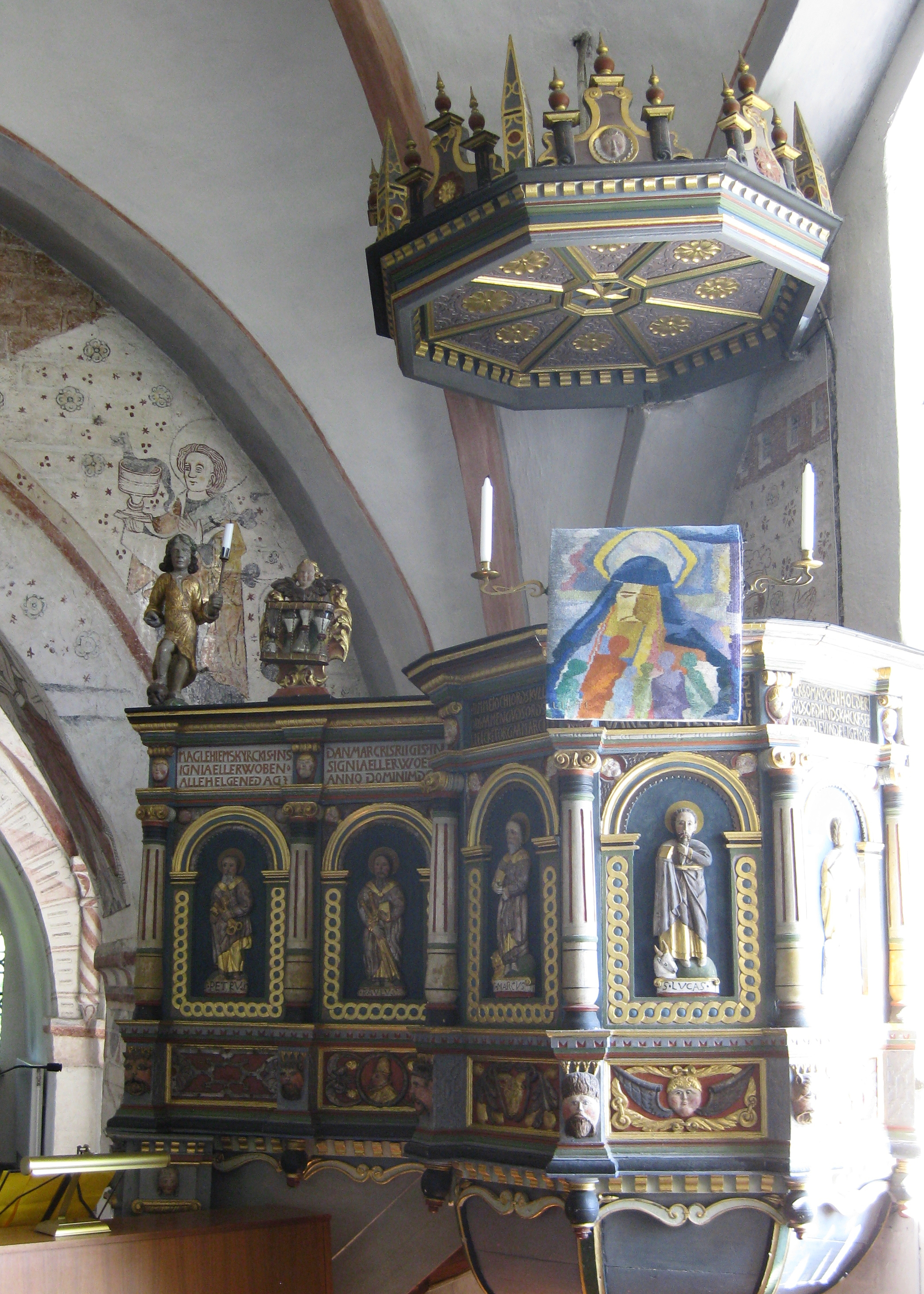
Predikstol
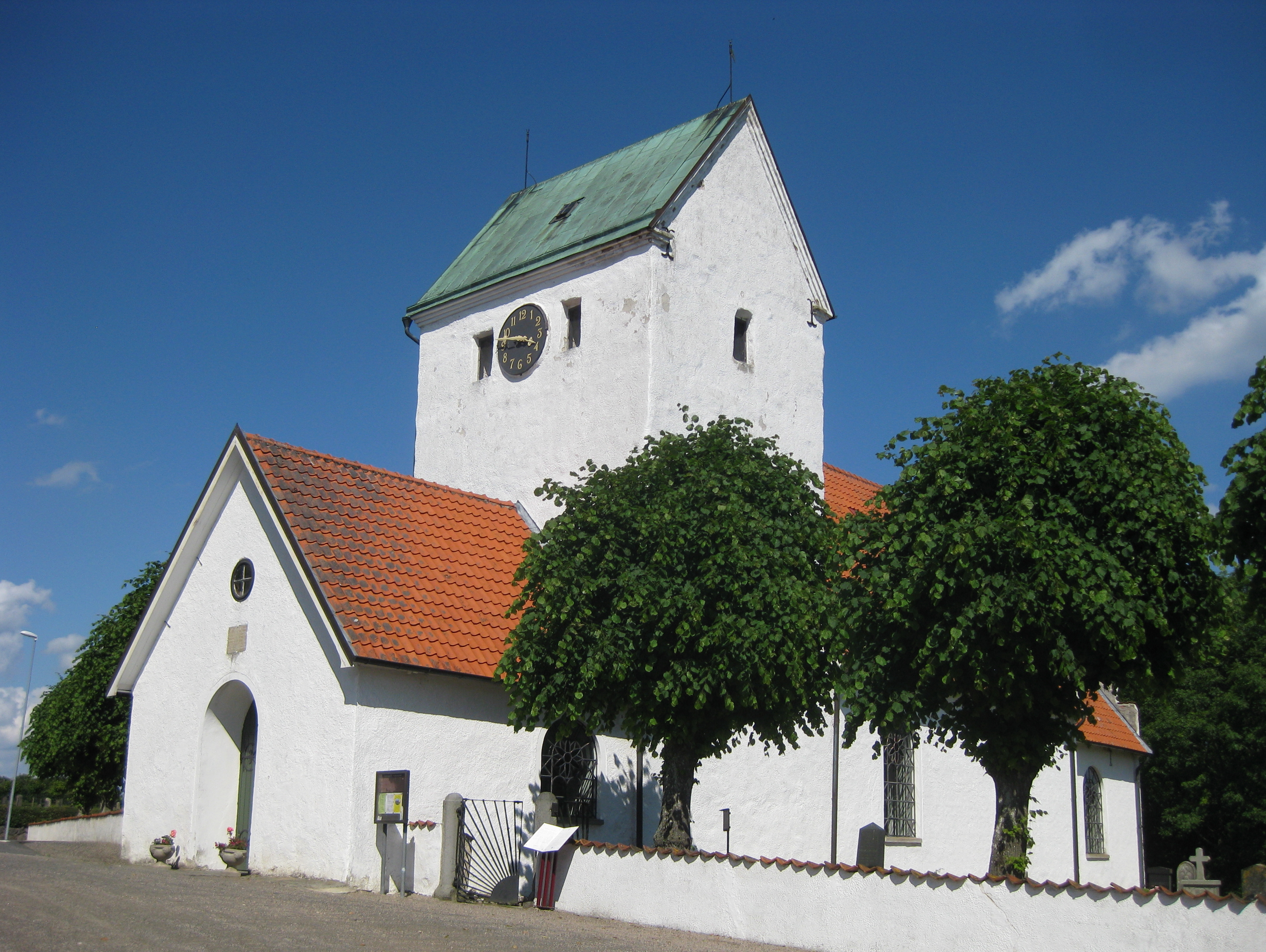
Kyrkan från söder
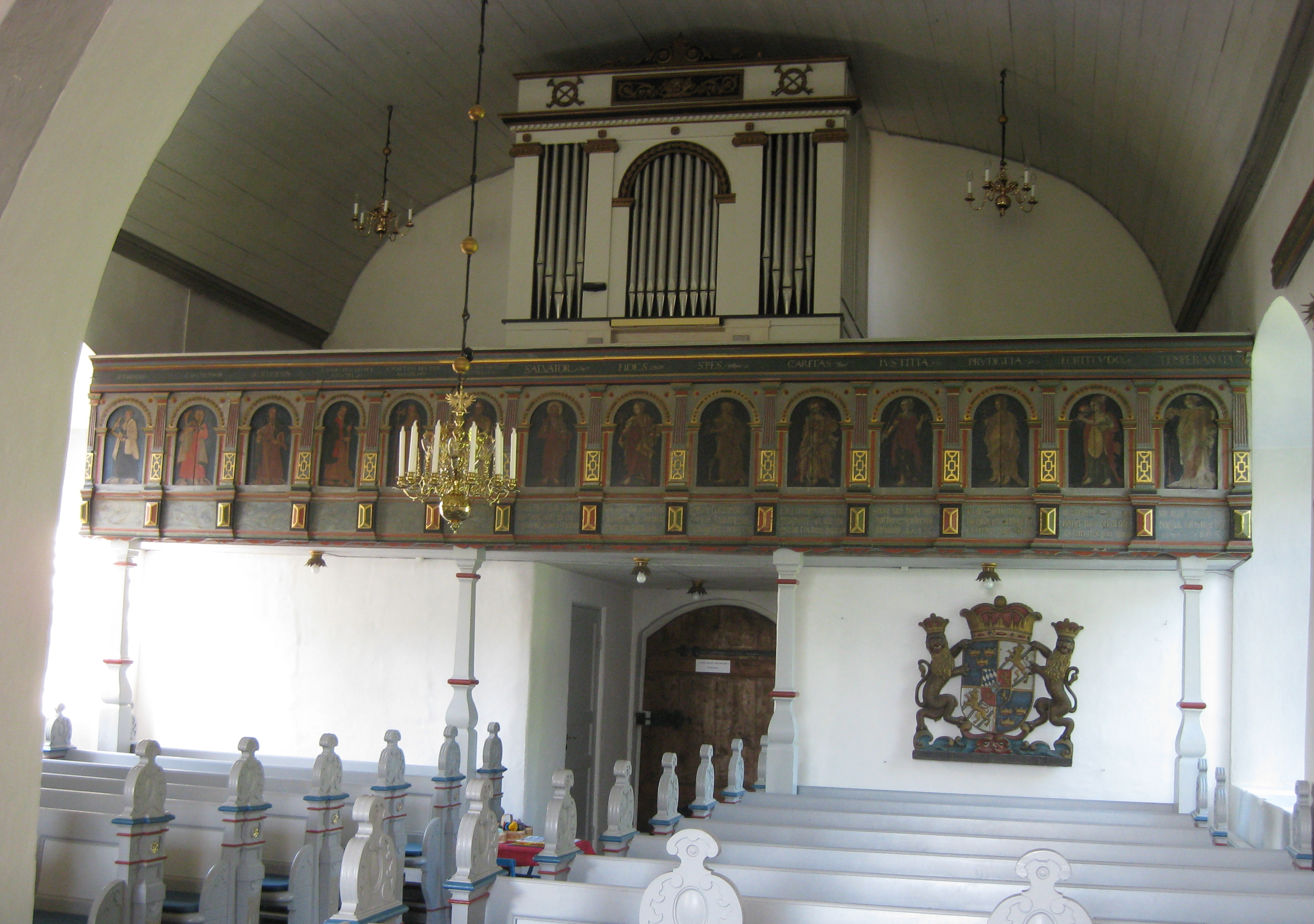
Orgel
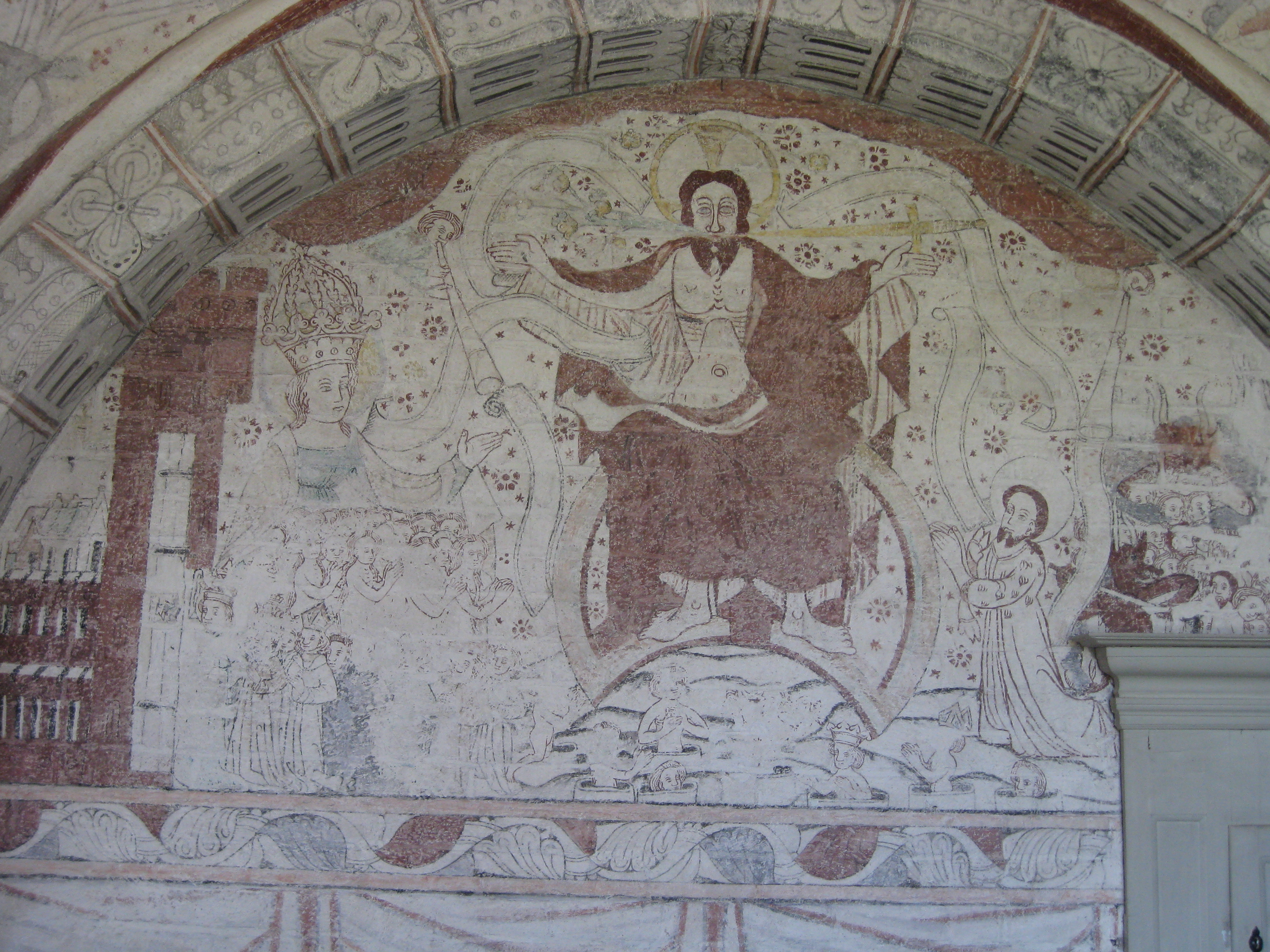
Kalkmålning
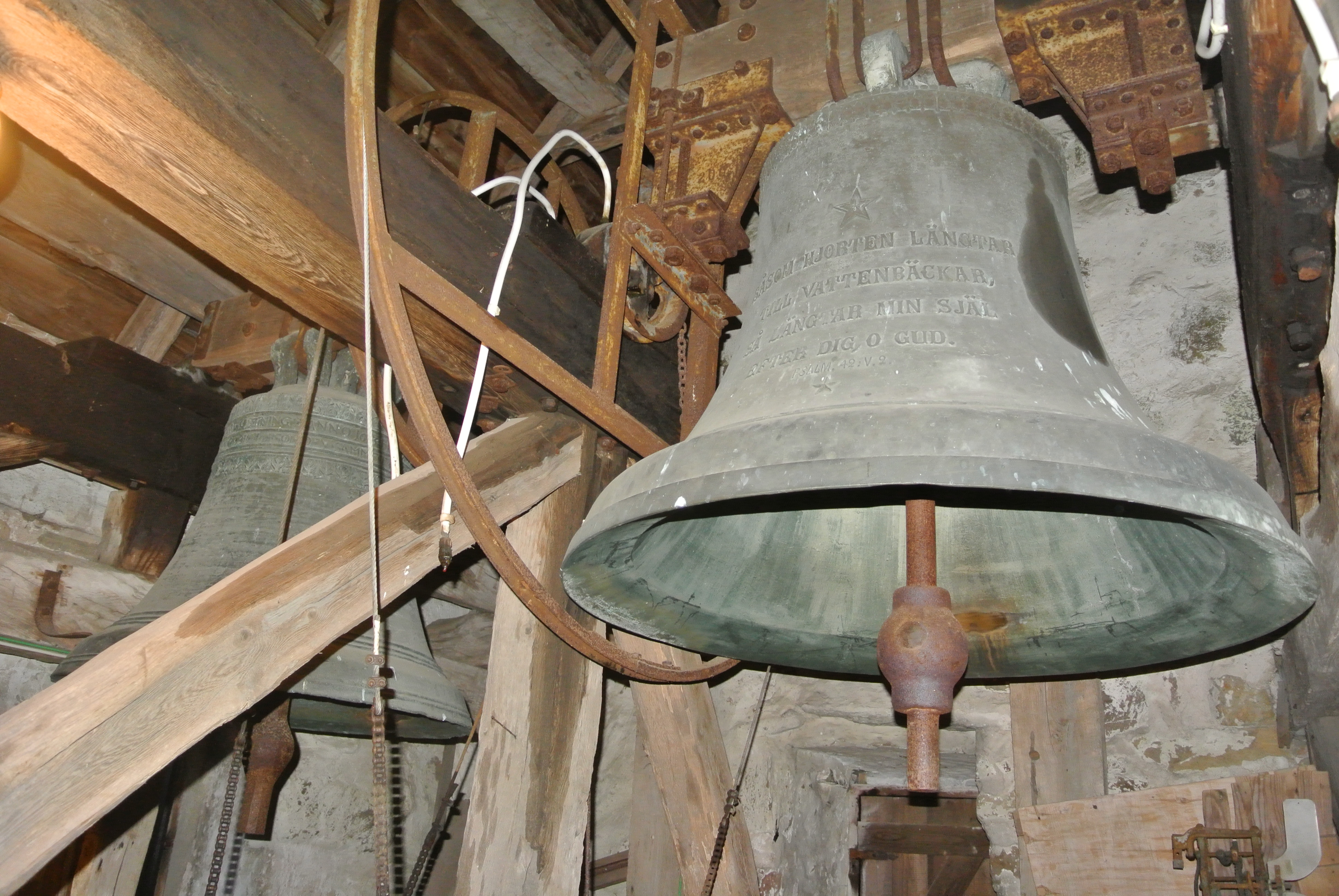
Klockorna